# 拉斯库埃尔拉斯
拉斯库埃尔拉斯，是西班牙阿拉贡自治区萨拉戈萨省的一个市镇。 总面积33平方公里，总人口90人（2001年），人口密度3人/平方公里。